# Jean Rolland (évêque)
Pour les articles homonymes, voir Jean Rolland et Rolland.
Jean Rolland (né à Clermont-Ferrand en Auvergne, et mort le 17 décembre 1388, probablement à Amiens) est un pseudocardinal français du XIVe siècle créé par l'antipape d'Avignon Clément VII.

## Biographie
Rolland fut archidiacre à Béziers et fut nommé évêque d'Amiens en 1376. Il rejoignit l'obédience d'Avignon et fut nommé ambassadeur en Castille en 1380. En 1382 il fut représentant de l'antipape Clément VIII dans le comté de Flandre.
L'antipape Clément VII le créa cardinal, lors du consistoire du 12 juillet 1385. Il fut transféré peu après à Frascati près de Rome. Certaines sources qui disent qu'il n'a pas accepté cette promotion.